# Syngonanthus minutulus
Syngonanthus minutulus är en gräsväxtart som först beskrevs av Ernst Gottlieb von Steudel, och fick sitt nu gällande namn av Harold Norman Moldenke. Syngonanthus minutulus ingår i släktet Syngonanthus och familjen Eriocaulaceae. Inga underarter finns listade i Catalogue of Life.